# Alarmstufe: Rot
Alarmstufe: Rot (Originaltitel: Under Siege) ist ein US-amerikanischer Spielfilm aus dem Jahr 1992. Der Regisseur war Andrew Davis, das Drehbuch schrieb J. F. Lawton. Die Hauptrollen spielten Steven Seagal, Tommy Lee Jones, Gary Busey und Erika Eleniak. Der Film startete am 25. Februar 1993 in den bundesdeutschen Kinos.

## Handlung

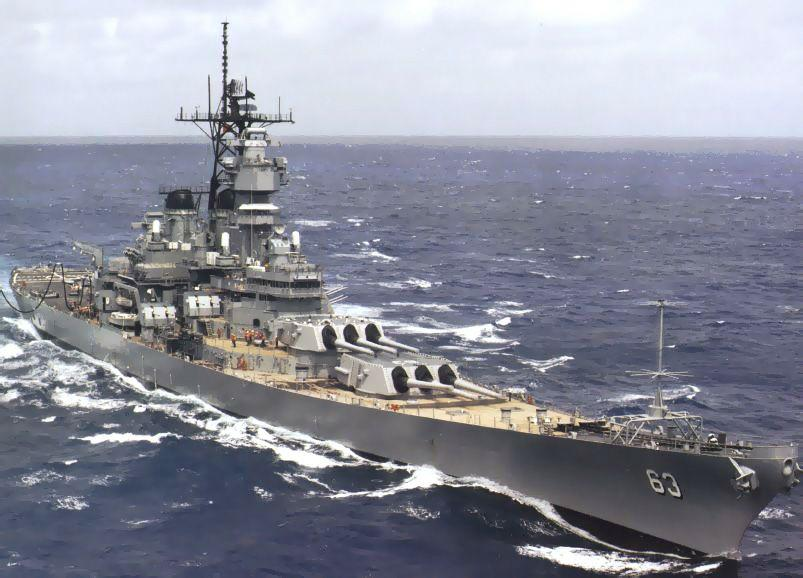
USS Missouri

Casey Ryback ist ein ehemaliger SEAL, der von diesen ausgeschlossen wurde, da er nach einem schlecht vorbereiteten und dadurch missglückten Einsatz den dafür verantwortlichen Offizier niedergeschlagen hatte. Captain Adams, Kommandant der Missouri, der große Stücke auf Ryback hält, lässt ihn auf seinem Schiff als Koch arbeiten, damit er den Anspruch auf seine Pension behält.
Während der letzten Fahrt des Schiffes zu seiner Ausmusterung wird eine Geburtstagsparty für den Kommandanten organisiert. Per Hubschrauber werden eine Rockband, etliche Kellner sowie das Playmate Jordan Tate eingeflogen. Bei den Vorbereitungen für das Festessen wird Ryback vom Ersten Offizier Commander Krill so lange provoziert, bis er ihn schlägt. Krill lässt Ryback daraufhin in den Kühlraum einsperren und bewachen.
Die Musiker und die Kellner entpuppen sich als eine von William Strannix angeführte Bande, die es auf die mit nuklearen Sprengköpfen ausgestatteten BGM-109-Tomahawk-Marschflugkörper abgesehen hat. Sie überwältigen die Schiffsbesatzung und sperren sie in einen Laderaum. Es stellt sich heraus, dass Krill gemeinsame Sache mit den Verbrechern macht. Er sucht den Kommandanten auf und erschießt ihn. Strannix, ein ehemaliger Geheimagent, schickt zwei Männer los, die Ryback beseitigen sollen. Dieser kann die Killer erledigen und dabei seinem Gefängnis entkommen. Danach findet er Jordan, die von Krill betäubt wurde. Weil sie in einer künstlichen Torte auf ihren Auftritt wartete, merkte sie von der Übernahme des Schiffes nichts. Zusammen mit ihr beginnt er, die Reihen der Verbrecher nach und nach zu lichten und sie bei ihrem Vorhaben, die Raketen vom Schiff zu schaffen, zu sabotieren. Schließlich können sie einige Crewmitglieder befreien, die sie bei ihrem Vorhaben unterstützen.
Über ein Satellitentelefon kann Ryback eine Verbindung zum Vereinigten Generalstab herstellen und die Lage schildern. Die verantwortlichen Admiräle wollen das Schiff zurückerobern und schicken SEALS in zwei Hubschraubern, die jedoch abgeschossen werden. Das Schiff soll daher bombardiert und zerstört werden, um den Diebstahl der Raketen zu verhindern. Als die Raketen von Strannix’ Leuten per U-Boot abtransportiert werden sollen, gelingt es Ryback und seinen Mitkämpfern, das U-Boot mit den Schiffsgeschützen zu zerstören. Strannix feuert daraufhin zwei der Tomahawks in Richtung Hawaii ab. Eine davon kann von einem Navy-Jagdflugzeug abgefangen werden. In einem Zweikampf tötet Ryback Strannix und nimmt ihm die Diskette mit den Zugangscodes zu den Raketen ab. Obwohl die Hardware zur eigentlichen Raketensteuerung zerstört ist, kann er mithilfe des Satellitentelefons, der Diskette und des vom Generalstab erhaltenen Deaktivierungscodes die zweite Rakete zerstören.
Der Film endet mit dem Einlauf der Missouri in ihrem Bestimmungshafen San Francisco und der Trauerfeier für den ermordeten Kommandanten.

## Kritiken
Roger Ebert lobte in der Chicago Sun-Times vom 9. Oktober 1992 den Realismus der auf dem Schiff USS Alabama gedrehten Szenen und die Darstellungen, vor allem jene von Steven Seagal, Tommy Lee Jones und Gary Busey. Die Handlung sei „absurd“.

„Die Story dient nur dazu, das Bild des kriegerischen Mannes wieder salonfähig zu machen und die ‚Ramboisierung‘ der Gesellschaft fortzuschreiben. Ein menschenverachtender Film, der mit brutaler Action den schauspielerischen Dilettantismus seines Hauptdarstellers vergeblich zu überspielen versucht.“

„Klar: Seagal ist kein Edelmime. Dafür ist Regisseur Andrew Davis (…) ein Ass: Er würzt die Action-Orgie mit Ironie und nutzt die imposante Schiffskulisse voll aus. Für Effekte und Ton gab’s 1993 Oscar-Nominierungen.“

„Der Actionfilm von Andrew Davis war im Jahr 1993 ein absoluter Renner an der Kinokasse. Trotz geschnittener Gewaltszenen ist dies ein spannender Action-Thriller. Besonders gut: Tommy Lee Jones als Bösewicht.“

## Auszeichnungen
Der Film wurde 1993 in den Kategorien Bester Tonschnitt und Bester Ton für den Filmpreis Oscar nominiert. Für die Szene einer Hubschrauber-Explosion wurde er für den MTV Movie Award nominiert.

## Hintergrund
Das ehemalige Kriegsschiff Alabama, das an der US-amerikanischen Golfküste vor der Stadt Mobile (Alabama) liegt, war Drehort für das im Film als Missouri bezeichnete Schlachtschiff.
Die Produktionskosten betrugen schätzungsweise 35 Millionen US-Dollar. Der Film spielte in den Kinos der USA 83,36 Millionen US-Dollar ein und weltweit ca. 156,4 Millionen US-Dollar.
Die von Erika Eleniak verkörperte Figur Jordan Tate wird im Film auf ihren Titel als Playboy Miss Juli 1989 angesprochen. Tatsächlich war die Schauspielerin in dieser Ausgabe abgebildet.

## Veröffentlichungen
Alarmstufe: Rot wurde in den USA mit R-Rating veröffentlicht.
In Deutschland lief eine um neun Sekunden geschnittene FSK-16-Fassung in den Kinos, die auch auf VHS-Kassette und DVD erschien. Die ungekürzte Version wurde ebenfalls im deutschen Heimkino herausgebracht und ist ab 18 Jahren freigegeben.
Auch die Briten mussten bei Alarmstufe: Rot auf ein paar Sekunden verzichten, denn die BBFC-15-Fassung ließ rund sechs Sekunden vermissen.

## Fortsetzung und geplante Neuverfilmung
Im Jahr 1995 gab es mit Alarmstufe: Rot 2 eine Fortsetzung, in welcher erneut Steven Seagal in der Rolle des Casey Ryback zu sehen ist.
Der US-Streamingdienst HBO Max gab Ende 2021 den Dreh einer Neuverfilmung in Auftrag. Timo Tjahjanto übernimmt die Regie.